# Amorita
Amorita är en ort i Alfalfa County i Oklahoma. Orten grundades år 1901, samma år som järnvägen kom till trakten. Järnvägsfinansiären Charles E. Ingersolls hustru hette Amorita. Den stora depressionen hade negativa påföljder för ortens ekonomi, till dess hade Amorita varit en växande småstad. Först gick den lokala banken i konkurs och år 1936 upphörde järnvägstrafiken.